# Pujiklooster van Putuo Shan
Het Pujiklooster van Putuo Shan is een boeddhistisch klooster op de berg Putuo Shan. De berg wordt gezien als de bodhimanda van Guanyin. Het klooster is een van de tweeëntwintig boeddhistische tempels van de berg Putuo Shan en is gewijd aan bodhisattva Guanyin (Avalokiteshvara). Het ligt in het zuiden van Putuo Shan en is de belangrijkste tempel van het eiland.

## Geschiedenis
De tempel bestond al in de Tang-dynastie. Het huidige gebouw stamt uit 1731. De tempel is groot: hij beslaat zo'n 37.000 m². De tempel had wel tweehonderd kamers, waaronder negen hallen met een altaar.

## Hallen
- Guanyinhal/hoofdhal (mogelijk om met duizend personen tegelijkertijd te bidden)
- Ksitigarbhahal
- Samantabhadrahal
- Manjushrihal
- Sangharamahal
- Siddharthahal
- Arhatshal

Verder is er een mediteerzaal, eetzaal en gastenontvangstruimte. Momenteel zijn er zo'n zeshonderd kamers in het klooster. Het klooster heeft een tuin met een lotusbloemenvijver en een brug uit 1606, die over een meer is gebouwd. In het zuidoosten van de tempel staat een pagode uit 1334. De pagode is het oudste gebouw van Putuo Shan.